# Laurent Binet
Pour les articles homonymes, voir Binet.
Laurent Binet, né le 19 juillet 1972 à Paris, est un écrivain français.

## Biographie
Laurent Binet est le fils de deux enseignants qui s'étaient rencontrés dans une section du Parti communiste dans le 16e arrondissement à Paris. Il fait ses études à Paris. Agrégé de lettres modernes en 2004, à 34 ans, il enseigne dans le secondaire en Seine-Saint-Denis pendant dix ans. Il participe notamment à la mise en place de la convention ZEP-Sciences Po. Il a été chargé de cours aux universités Paris VIII, Paris III et Paris VII-Denis Diderot. Avant d'enseigner en France, il a dispensé des cours de français à l'académie militaire de l'air Général Milan Rastislav Štefánik de Košice en Slovaquie. Musicien, il a été chanteur-compositeur du groupe Stalingrad.
Il publie en 2000 un récit d'inspiration surréaliste, Forces et faiblesses de nos muqueuses. En 2004, La Vie professionnelle de Laurent B. témoigne de son expérience d'enseignant dans le secondaire à Paris et en région parisienne.
En 2010, il publie le roman historique HHhH (sigle pour Himmlers Hirn heißt Heydrich, signifiant en allemand « Le cerveau d'Himmler s'appelle Heydrich ») qui raconte l’histoire de l'opération Anthropoid, au cours de laquelle deux résistants tchécoslovaques furent envoyés par Londres pour assassiner Reinhard Heydrich, chef de la Gestapo et des services secrets nazis. Réflexion sur la fiction romanesque et son articulation problématique à la vérité historique, le livre est remarqué par la presse dès sa sortie en janvier 2010. Il obtient le prix Goncourt du premier roman le 2 mars 2010. 
La Septième Fonction du langage, un roman imaginant un complot autour de la mort de Roland Barthes, paraît à la rentrée littéraire 2015.

## Prises de position politiques
En contact avec Valérie Trierweiler qui lui consacre un article dans Paris Match du 16 octobre 2010 où elle le qualifie de « beau gosse agrégé de lettres », il tient la chronique de la campagne présidentielle de François Hollande. Le récit, intitulé Rien ne se passe comme prévu, sort le 22 août 2012. Laurent Binet y indique notamment qu’après avoir été tenté par le vote Mélenchon, il finit par voter François Hollande dès le premier tour. À sa sortie, le journaliste Jérôme Dupuis indique dans L'Express que « le candidat normal a suscité un livre normal ». D'après L'Express du 21 décembre 2012, le livre n'a pas le succès escompté et se vend à 23 000 exemplaires seulement.
En juillet 2014, Laurent Binet attaque violemment le gouvernement de François Hollande dans une tribune intitulée « Plaisir de trahir, joie de décevoir ».
Lors de l'élection présidentielle de 2017, il suggère à Benoit Hamon de se désister en faveur de Jean-Luc Mélenchon au lendemain de sa victoire contre Manuel Valls à la primaire du PS. Il lit deux poèmes du Chilien Pablo Neruda à la tribune lors du rassemblement du 18 mars sur la place de la République organisé par La France insoumise.
Lors de l'élection présidentielle française de 2022, il intègre le Parlement de l'Union Populaire, organe de soutien à la candidature de Jean-Luc Mélenchon, et coanime le livret Culture du programme de ce dernier.

## Œuvres
- Forces et faiblesses de nos muqueuses, Le Manuscrit, 2000
- La Vie professionnelle de Laurent B., Little Big Man, 2004
- HHhH, Grasset, 2010Prix Goncourt du premier roman 2010[11] ; prix des lecteurs du Livre de poche 2011[12].
- Rien ne se passe comme prévu, Grasset, 2012
- La Septième Fonction du langage, Grasset, 2015Prix du roman Fnac[13] et prix Interallié 2015[14].
- Civilizations, Grasset, 2019Grand prix du roman de l'Académie française 2019[15] et prix Sidewise 2021[16]
- Dictionnaire amoureux du tennis, Plon, 2020. Avec Antoine Benneteau.
- Perspective(s), Grasset, 2023.

### Participations
- Participation à l'ouvrage collectif Nous sommes Charlie : 60 écrivains unis pour la liberté d'expression. Paris : Le Livre de poche n° 33861, janvier 2015, p. 17.  (ISBN 978-2-253-08733-5).
- Participation à l'ouvrage collectif Qu'est-ce que la gauche ?, Fayard, 2017.
- Participation à l'ouvrage collectif dirigé par Antony Burlaud, Allan Popelard et Grégory Rzepski, Le nouveau monde : tableau de la France néolibérale, Amsterdam, 2021.

### Réception
Vendu en France à 250 000 exemplaires, mais aussi à 40 000 en Espagne y compris l'édition en langue catalane, 12 000 en République tchèque ou encore 150 000 aux Pays-Bas et en Angleterre[réf. souhaitée], chaudement recommandé par plusieurs écrivains à l'instar du Péruvien Mario Vargas Llosa, de l'Américain Bret Easton Ellis et du Britannique Martin Amis, HHhH a été traduit en quarante langues. Il est sur la liste des cent livres remarquables du New York Times en 2012.
La Septième Fonction du langage s'est vendu à près de 200 000 exemplaires en France. Il est traduit dans une trentaine de langues.